# Вилки и розетки IEC 60906-1

Силуэт вилки согласно IEC_60906-1

IEC 60906-1 — это первая часть международного стандарта IEC 60906 на бытовые вилки и розетки для напряжения 230 В сетей однофазного переменного тока.
Предполагалось, что он станет общим стандартом на вилки и розетки по всей Европе и в других регионах с напряжением 230 В. Стандарт был опубликован Международной электротехнической комиссией (МЭК, IEC) в 1986 году.
На текущий момент только Бразилия и ЮАР представили стандарты, основанные на нём.
Наибольшим отличием от оригинального стандарта является то, что в различных частях Бразилии применяется как напряжение 127, так и 220 вольт; при этом представленный Бразилией стандарт определяет две величины диаметра контакта вилки: 4 мм (для 10 А) и 4,8 мм (для 20 А). Хотя вилка выглядит похожей на швейцарскую, её размеры отличаются. По оригинальному стандарту МЭК каждый контакт имеет диаметр 4,5 мм, максимальную силу тока - 16 А.

## Описание
Система IEC 60906-1 номинирована на переменный ток напряжением до 250 В и силой до 16 А. Она определяет как трёхконтактные разъёмы для приборов класса I, так и двухконтактные для приборов класса II.
Вилка
- имеет круглые (цилиндрические) фазный и нейтральный контакты, расставленные на 19 мм, диаметром 4,5 мм (почти как у вилки Schuko);
- фазный и нейтральный штыри имеют изолированные сегменты (как у евровилки);
- чуть больше размером, чем 2-контактная 2,5-амперная евровилка и меньше, чем любая другая европейская трёхконтактная вилка.

Розетка

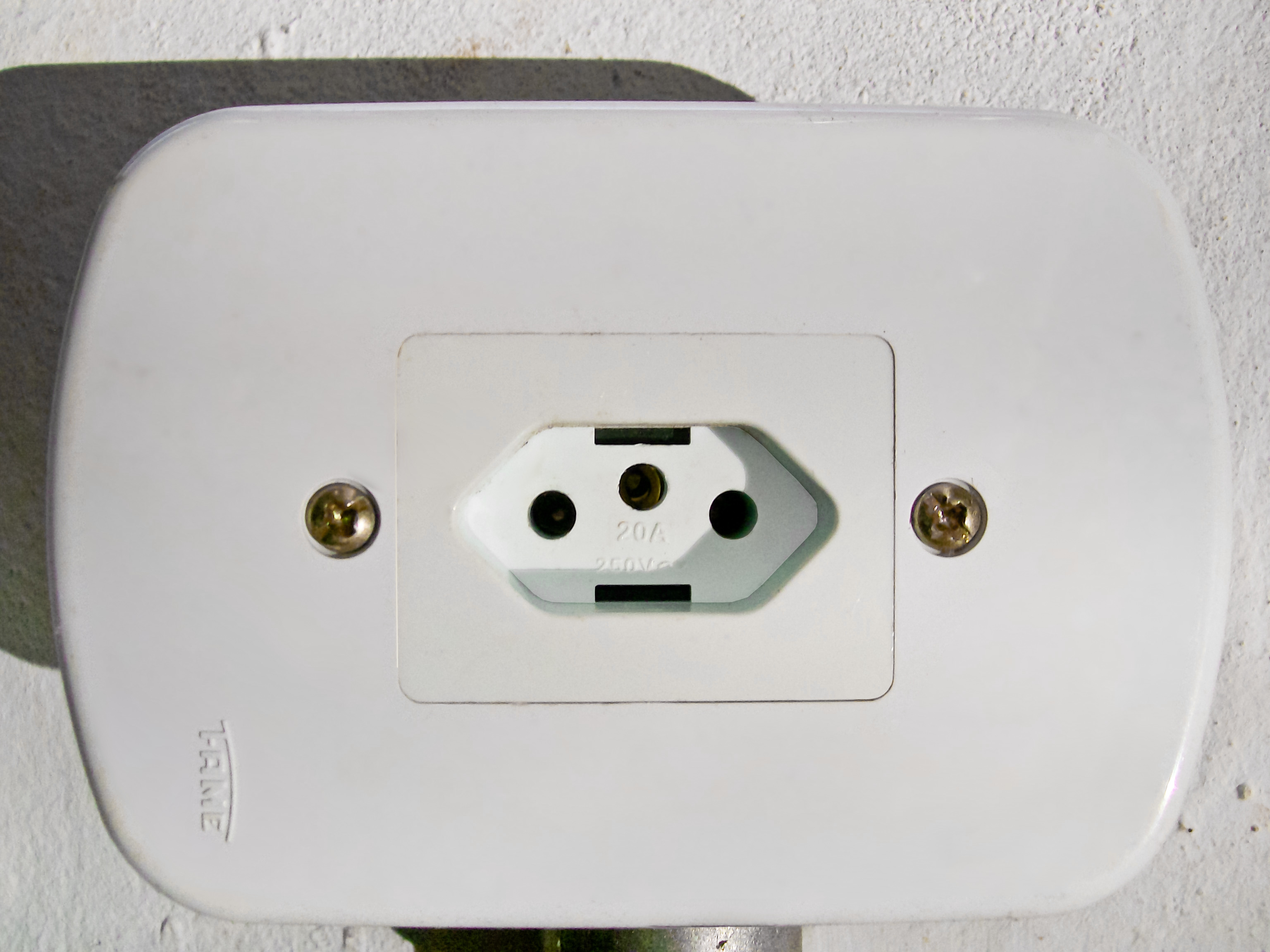
Розетка бразильского стандарта NBR 14136

- имеет либо 10-мм углубление, либо обод высотой 12 мм, чтобы ни одна обычная вилка не могла быть вставлена так, что один штырь войдёт в контакт с розеткой, а второй останется неподключённым;
- гарантирует, что штырь защитного заземления входит в контакт с розеткой прежде фазного и нейтрального;
- может быть снабжена шторками для защиты фазы и нейтрали от детей (похоже на розетки BS 1363);
- совместима с евровилкой;
- достаточно компактна для установки двух розеток на место одной розетки Schuko или BS 1363.

Для большинства существующих европейских систем (Schuko и т. п.), возможно сделать такой вариант, который сможет принимать как традиционную вилку, так и IEC 60906-1 классов I и II, позволяя таким образом выполнить плавный переход на новую систему. Однако, стандарт IEC 60906-1 в открытой форме не одобряет использование многостандартных розеток, заявляя, что такие розетки скорее всего создадут проблемы безопасности, когда будут использоваться с вилками из других стран.

## Документы
| Документ                           | Оригинальное название | Русский перевод |
| ---------------------------------- | --- | --- |
| IEC 60906-1 — описан в этой статье | IEC system of plugs and socket-outlets for household and similar purposes — Part 1: Plugs and socket-outlets 16 A 250 V a.c.                                | Вилки и розетки по системе IEC бытового и аналогичного назначения. Часть 1. Вилки и розетки на 16 А 250 В переменного тока.                                                                                                  |
| IEC 60906-2                        | IEC system of plugs and socket-outlets for household and similar purposes — Part 2: Plugs and socket-outlets 15 A 125 V a.c. and 20 A 125 V a.c.            | Система IEC вилок и штепсельных розеток бытового и аналогичного назначения. Часть 2. Вилки и штепсельные розетки на 15 А и напряжение 125 В переменного тока                                                                 |
| IEC 60906-3                        | IEC System of plugs and socket-outlets for household and similar purposes — Part 3: SELV plugs and socket-outlets, 16 A 6V, 12 V, 24 V, 48 V, a.c. and d.c. | Вилки и штепсельные розетки по IEC бытового и аналогичного назначения. Часть 3: Вилки и штепсельные розетки безопасного низкого напряжения на номинальные значения 16 А 6 В, 12 В, 24 В, 48 В переменного и постоянного тока |

## Сравнение с традиционными системами
Благодаря современной технологии литья под давлением прочные и безопасные вилки сегодня могут иметь намного меньшие размеры, чем считалось выполнимым ранее, в начале и середине XX века, когда были разработаны старые системы Schuko и BS 1363.

### BS 1363
Система IEC 60906-1 имеет многие из преимуществ вилки BS 1363 и лишена большинства недостатков системы, используемой на настоящий момент в Великобритании, Республике Ирландии и многих странах Содружества:
- несовместимости с универсальной евровилкой (однако, это можно легко устранить, если для безопасного подключения евровилки будут изменены нормы разведения проводки);
- невозможности на практике разработать переходной тип розетки, соответствующий системе Schuko;
- большого размера;
- нагрузочной способности, ограниченной силой тока 13 А (в противоположность 16 амперам систем Schuko и IEC 60906-1);
- риска травмы ноги, если наступить на вилку, лежащую на полу прочными заострёнными контактами вверх.

Однако, в отличие от BS 1363, IEC 60906 не требует наличия предохранителя в каждой вилке. В реальности возможно было спроектировать вилки IEC 60906-1 со встроенными предохранителями. Если переложить меры защиты на розетки, то это нарушит британские правила электробезопасности, поскольку вилка недвусмысленно ассоциируется с электроприбором, к которому она относится, и проводом, идущим к нему от вилки, а предохранитель в вилке должен соответствовать силе тока, на которую рассчитан провод. Подключается другое устройство — подключается другой предохранитель. Розетка же не может содержать один универсальный предохранитель на все случаи. Она и без того защищена автоматическим выключателем в щитке. Другой безопасный вариант, не требующий наличия предохранителя — применять в любом устройстве толстый провод, рассчитанный на максимальную силу тока для IEC 60906-1 (16 А), вне зависимости от реальных потребностей устройства.
Также в стандарте нет заглублённых розеток, что усложняет их применение за мебелью.

### Schuko
Система IEC 60906-1 также справляется с проблемами системы Schuko, используемой на настоящий момент в большинстве европейских стран и в крупных регионах Азии:
- Неопределённостью подключения фазного и нейтрального проводников.
- Практической невозможностью создать переходной тип розетки, соответствующий системе BS 1363;
- Большим размером;
- Совместимостью вилок класса I с общеупотребительными розетками, не принадлежащими к типу Schuko, не содержащими заземляющие контакты.

### Швейцарская вилка
Хотя вилка IEC 60906-1 выглядит похожей на швейцарскую вилку типа SEV 1011, есть несколько значительных отличий. Швейцарская вилка:
- не имеет изоляции на фазном и нейтральном штырях
- имеет заземляющий штырь, отстоящий дальше от центральной линии (5 мм вместо 3 мм)
- имеет более тонкие штыри (4 мм вместо 4,5 мм)

## Размеры

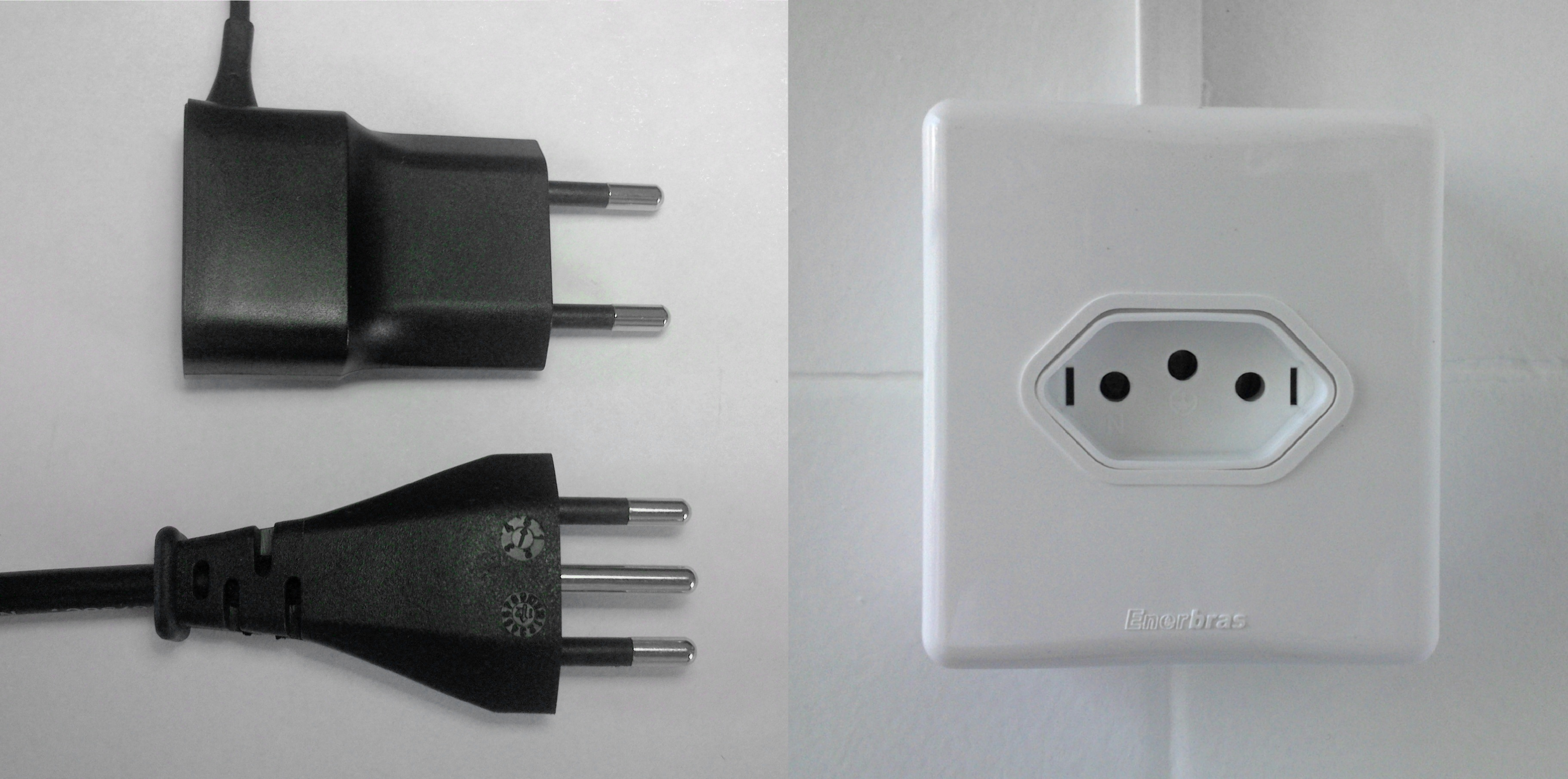
Вилки бразильского стандарта NBR 14136

Формы вилок класса I и II похожи на формы евровилки; их передняя часть также представляет собой плоский шестиугольник, но  более толстый. Обе вилки имеют ширину 35,5 мм. Трёхконтактная вилка класса I имеет высоту 17 мм, а двухконтактная класса II только 14 мм (евровилка меньше её на 0,3 мм). Параллельные боковые грани отстоят друг от друга на 26 мм, и две пары боковых граней перпендикулярны друг другу. Как и в вилке Schuko, центры фазного и нейтрального контактов отстоят друг от друга на 19 мм. Контакты имеют длину 19 мм, однако, их диаметр - 4,5 мм (в отличие от Schuko и I-образной бразильской 20-амперной вилки NBR 14136 класса I, у которых диаметр контактов 4,8 мм). Дальнейшее отличие от вилки Schuko - это изолирующие рукава вокруг основания фазного и нейтрального контактов (как у евровилки). У трёхконтактной версии имеется также круглый штырь защитного заземления. У него такие же длина и диаметр, как у фазного и нейтрального контактов, но нет изолирующего рукава. Заземляющий контакт отстоит на 3 мм от центральной точки между фазным и нейтральным контактами.

## Вилка и розетка класса 0
В дополнение к шестиугольным вилкам и розеткам классов I и II приложение A стандарта также определяет двухконтактную вилку и розетку с овальным профилем, для стран, по-прежнему разрешающих использование устройств класса 0, которые на настоящее время признаны небезопасными во многих промышленно развитых странах. Вилка класса II также входит в розетки класса 0; разрешается ли дополнительное нефункциональное отверстие в розетках класса 0, чтобы в них входили даже вилки класса I, зависит от национальных норм стран, использующих такие розетки. Однако, ни одна из вилок класса 0 не войдёт в розетку класса I или II. Таким образом, система предотвращает лёгкое подключение оборудования класса 0 в регионах, не разрешающих подобные устройства. Полная матрица сопрягаемости всех вилок и розеток, определённых в IEC 60906-1, выглядит так:
| входит в | входит в               | Вилка                | Вилка                | Вилка                 | Вилка |
| входит в | входит в               | Класс 0 (2 контакта) | Класс I (3 контакта) | Класс II (2 контакта) |       |
| -------- | ---------------------- | -------------------- | -------------------- | --------------------- | ----- |
| Розетка  | Класс 0 (3 отверстия)  | Да                   | Да                   | Да                    |       |
| Розетка  | Класс 0 (2 отверстия)  | Да                   | Нет                  | Да                    |       |
| Розетка  | Класс I (3 отверстия)  | Нет                  | Да                   | Да                    |       |
| Розетка  | Класс II (2 отверстия) | Нет                  | Нет                  | Да                    |       |

В результате растущей глобальной гармонизации стандартов электробезопасности IEC в стандартах выводит из обращения саму идею устройств класса 0. Поэтому маловероятно, что овальные вилка и розетка класса 0 будут когда-либо представлены публике. Приложение, вводящее данный тип, было возможно просто добавлено, чтобы отреагировать на беспокойство, что система вилок и розеток, не зависящих от страны, может допустить лёгкое использование импортированного оборудования класса 0, не отвечающего национальным стандартам безопасности.